# 派特米哈伊福
派特米哈伊福，是匈牙利沃什州所辖的一个村，总面积9.95平方公里，总人口為233人，人口密度23.4人/平方公里（2010年1月1日）。